# Abraxas propior
Abraxas propior är en fjärilsart som beskrevs av Eugen Wehrli 1935. Abraxas propior ingår i släktet Abraxas och familjen mätare. Inga underarter finns listade i Catalogue of Life.